# Grumman F9F Panther
Grumman F9F Panther je bil enomotorni palubni lovski bombnik, ki so ga zasnovali po 2. svetovni vojni. Panther je Grummanov prvi reaktivni lovec in en izmed prvih uspešnih palubnih reaktivnih lovcev. F9F se je veliko uporabljal v Korejski vojni, med drugim ga je uporabljala tudi ameriška akrobatska skupina Blue Angels. Skupno so zgradili 1382 letal, edini izvozni uporabnik je bila Argentinska mornarica. Na podlagi Pantherja so razvili Grumman F-9 Cougarja s puščastim krilom.

## Specifikacije (F9F-2 Panther)
Splošne karakteristike
- Posadka: 1
- Dolžina: 37 ft 5 in (11,3 m)
- Razpon kril: 38 ft 0 in (11,6 m)
- Višina: 11 ft 4 in (3,8 m)
- Površina kril: 250 ft² (23 m²)
- Teža praznega letala: 9303 lb (4220 kg)
- Naložena teža: 14235 lb (6456 kg)
- Maks. vzletna teža: 16450 lb (7462 kg)
- Pogon letala: 1 × Pratt & Whitney J42-P-6/P-8 turboreaktivni motor, 5950 lbf (26,5 kN) z vbrizgavanjem vode

 Zmogljivost 
- Maks. hitrost: 500 vozlov (575 mph, 925 km/h)
- Doseg: 1300 milj (1100 nmi, 2100 km)
- Višina leta: 44600 ft (13600 m)
- Hitrost vzpenjanja: 5140 ft/min (26,1 m/s)
- Obremenitev kril: 71 lb/ft² (350 kg/m²)
- Razmerje potisk/teža: 0,42

Oborožitev

- Strelno orožje: 4 × 20 mm (0.79 in) Hispano-Suiza HS.404 topova, vsak s 190 naboji